# Мерт (богиня)
Мерт (Мерет, Мерит; егип. Mr.t «возлюбленная») — богиня музыки и пения в древнеегипетской мифологии.

## Мифология
В качестве богини музыки Мерт в основном покровительствовала религиозным гимнам, участвовала в празднествах Хеб-сед. Мерт изображали в виде женщины, отбивающей ладонями такт. Она носила эпитет "царица сокровищницы" и в связи с этим часто изображалась стоящей на знаке золота или несущей его на голове:
| S12 |

Мерт также играла роль символической супруги бога Нила Хапи, иногда сопровождавшей его. В таком случае она заимствовала атрибуты Хапи: её головной убор украшался голубым лотосом, символом Верхнего Египта, или папирусом, символом Нижнего Египта (Мерет могла изображаться и в двойной форме, когда два её воплощения соответствовали Верхнему и Нижнему Египту). Поскольку Хапи являлся богом изобилия Нила, Мерт выступала в качестве символического получателя приносимых им благ и изображалась с чашей для подношений.
Хотя среди более высокого сословия, в зависимости от места, женой Хапи считалась как правило богиня-покровительница Верхнего или Нижнего Египта - Нехбет или Уаджит соответственно, для людей низших классов географический и политический аспекты были не важны, поэтому они предпочитали богиню Мерт. Выступая в роли божества, принимающего дары от разливающегося Нила, Мерт также была тесно связана с весельем — пением и танцами.
Согласно более поздним текстам, таким как Книга врат, Мерт была богиней восьмого часа ночи.